# Oscar Holderer

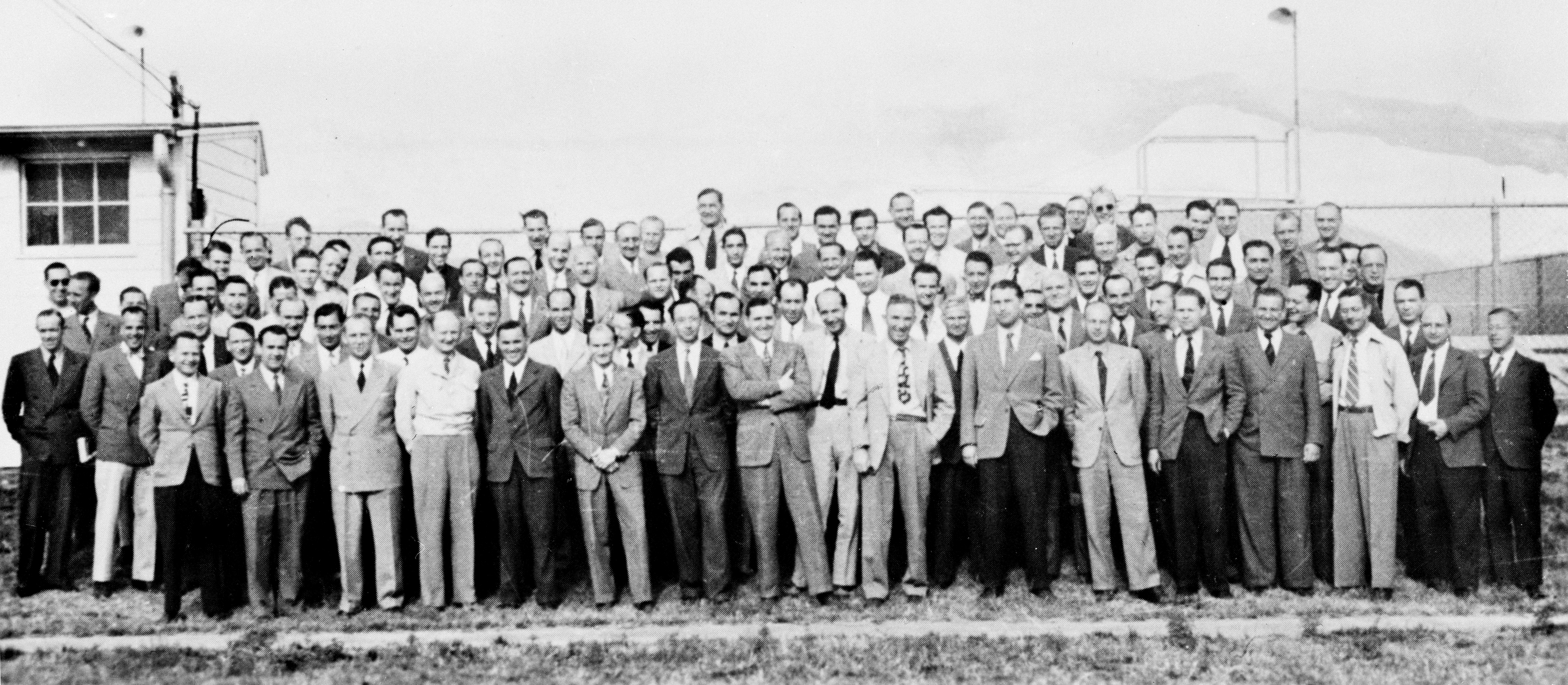
Oscar Holderer (hinterste Reihe, ganz links) als Teammitglied der Operation Paperclip im Jahr 1946 im Fort Bliss, Texas

Oscar Carl Holderer (* 4. November 1919 in Prüm, Deutsches Reich; † 5. Mai 2015 in Huntsville, Alabama) war ein deutsch-US-amerikanischer Raketeningenieur. Als Mitarbeiter Wernher von Brauns war er an der Konstruktion der Mondflugrakete Saturn V beteiligt.

## Leben
Oscar Holderer war bis gegen Ende des Zweiten Weltkriegs in der Heeresversuchsanstalt Peenemünde an der Entwicklung und dem Bau der V2-Rakete beteiligt.
Nach dem Ende des Krieges kam der gelernte Maschinenbauingenieur im Rahmen der Operation Paperclip zunächst nach Texas und war dort im Fort Bliss verantwortlich für den Bau des ersten Windkanals für Raketen in den Vereinigten Staaten. Ein solcher wurde später unter Holderers maßgeblicher Mitwirkung im Apollo-Programm für die Entwicklung der Mondrakete Saturn V eingesetzt. 1955 erhielt Holderer die US-Staatsbürgerschaft. Nach seinem Ausscheiden bei der NASA im Jahr 1974 beschäftigte er sich mit der Entwicklung von Trainingsgeräten für Weltraumflüge, die noch heute im U.S. Space & Rocket Center in Huntsville, Alabama, im Einsatz sind. Durch seine Entwicklungsarbeiten war er zuletzt Inhaber von 19 Patenten.
Im Jahr 2008 wurde er in die United States Space Camp Hall of Fame aufgenommen. Neben Georg von Tiesenhausen war er einer der beiden letzten lebenden Mitarbeiter Wernher von Brauns aus der Heeresversuchsanstalt Peenemünde.
Oscar Holderer starb am 5. Mai 2015 im Alter von 95 Jahren an den Folgen eines Schlaganfalls. Seine erste Frau Inge (geborene Spors, 1919–1993) war bereits am 20. April 1993 nach 50 gemeinsamen Ehejahren gestorben. Er hinterließ seine zweite Ehefrau, zwei leibliche Söhne sowie einen Stiefsohn und eine Stieftochter.